# Ahtialanjärvi
Ahtialanjärvi är en sjö i kommunen Lembois i landskapet Birkaland i Finland. Sjön ligger 79,3 meter över havet. Den är 10,69 meter djup. Arean är 1,35 kvadratkilometer och strandlinjen är 7,18 kilometer lång. Sjön  ingår i Kumo älvs huvudavrinningsområde.   Den ligger omkring 19 km söder om Tammerfors och omkring 140 km nordväst om Helsingfors. 
Ahtialanjärvi ligger omedelbart öster om Lembois. 